# Pimentel (distrito)
Pimentel é um distrito do Peru, departamento de Lambayeque, localizada na província de Chiclayo.

## Transporte
O distrito de Pimentel é servido pela seguinte rodovia:
- LA-108, que liga a cidade ao distrito de San José
- LA-109, que liga a cidade de Lambayeque ao distrito de Chiclayo
- PE-1M, que liga a cidade ao distrito de Chiclayo
- LA-115, que liga a cidade ao distrito de Monsefu
- PE-1N, que liga o distrito de Aguas Verdes (Região de Tumbes - Ponte Huaquillas/Aguas Verdes (Fronteira Equador-Peru) - e a rodovia equatoriana E50 - à cidade de Lima (Província de Lima) [1][2][3]